# علي مال الله
علي مال الله يوسف كرمي لاعب كرة قدم قطري، ولد في (26 فبراير 1999) ، يلعب لصالح نادي قطر في دوري نجوم قطر .

## مسيرة اللاعب
لعب في نادي الوكرة و كانت له تجربة احترافية في إسبانيا في كولتورال ليونيسا ونادي الدحيل ونادي الريان ونادي قطر.

## روابط خارجية
- علي مال الله على موقع Soccerway.com (الإنجليزية)